# 日本列島

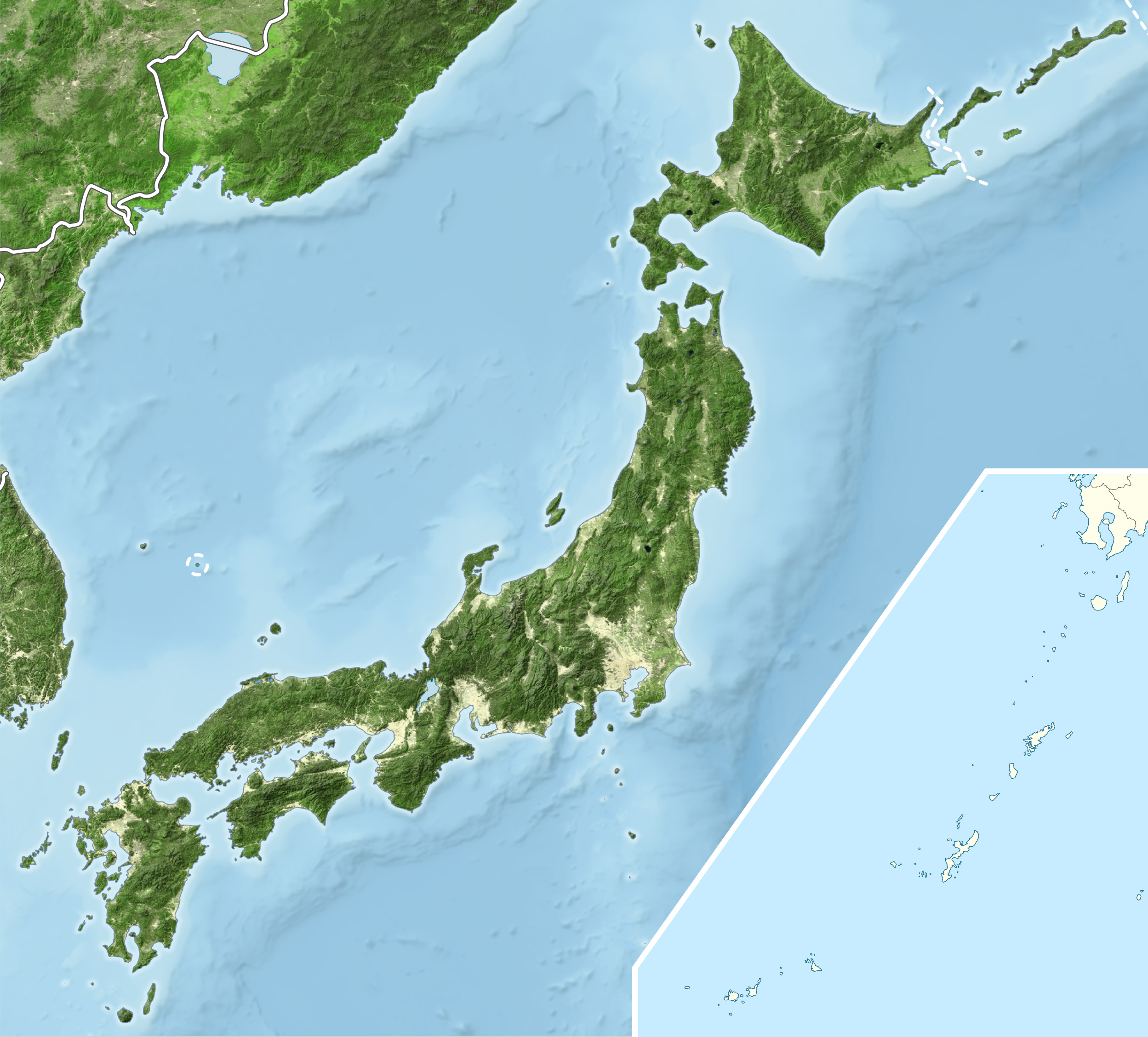
日本列島（狭義）とその周辺の地形図
ユーラシア大陸東の沿岸沖に位置し、4つの比較的大きな島と、その周辺の12万程度の島々で構成されている。日本海、オホーツク海、太平洋、東シナ海に囲まれている。

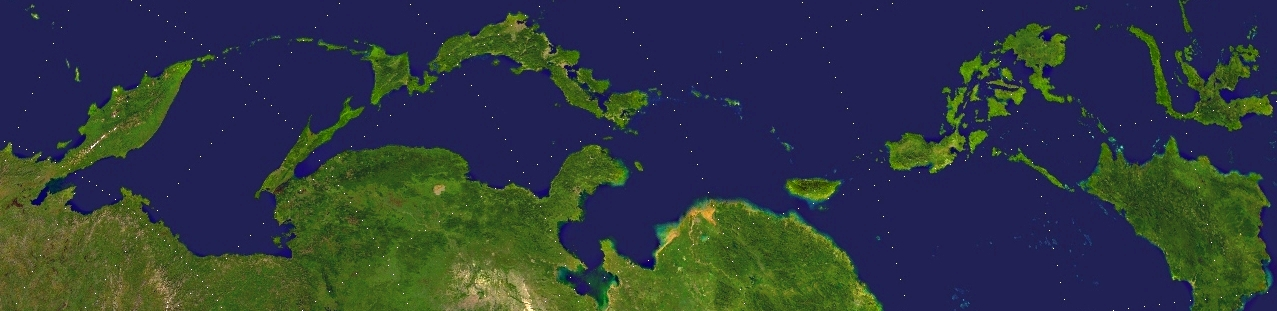
【参考】 日本列島 周辺の島々（極東・沿海部の島々） 衛星画像 左から（北から）順に主なもの
コマンドルスキー諸島、千島列島、日本列島、南西諸島、台湾、フィリピン諸島、ボルネオ島、スラウェシ島。Photo by NASA's Blue Marble project　(*) 左端はカムチャツカ半島

日本列島（にほんれっとう、にっぽんれっとう、英: Japanese Archipelago）は、ユーラシア大陸東端の沿岸沖、東アジアに位置、また太平洋北西の沿海部に位置する弧状列島の一つである。範囲にはいくつかの説がある。日本列島は列島の名前であり、国家や領土とは独立した概念であるが、日本においては日本の領土を意味する語としても混同して使用されている。日本の領土としての日本列島については日本の地理を参照。
列島は広いところで300 km程度の幅があり、長さは3 500 km程ある。陸地面積の75%に及ぶ範囲が山地、山麓で、平地に乏しい。大部分は温暖湿潤気候に属し、梅雨や台風、また季節風の影響による豪雪の影響などにより侵食が激しい。
周囲は日本海、オホーツク海、太平洋、東シナ海に囲まれている。列島の太平洋側には千島・カムチャツカ海溝、日本海溝、伊豆・小笠原海溝、南海トラフなどの深い海溝があり、全体が地殻変動、造山活動が盛んな活動地域となっている。また、地球上に確認されている火山の10%程度が日本列島内にあると言われている。
地質学的には、ユーラシアプレートの東端および北アメリカプレートの南西端に位置する。これら2つの大陸プレートの下に太平洋プレートとフィリピン海プレートの2つの海洋プレートが沈み込む運動によって、大陸から切り離された弧状列島になったと考えられている。
始新世（5,600万年前 - 3,400万年前）頃からその原型が形成され、中新世（2,300万年前 - 530万年前）に日本海が形成されてユーラシア大陸と分離した。

## 範囲

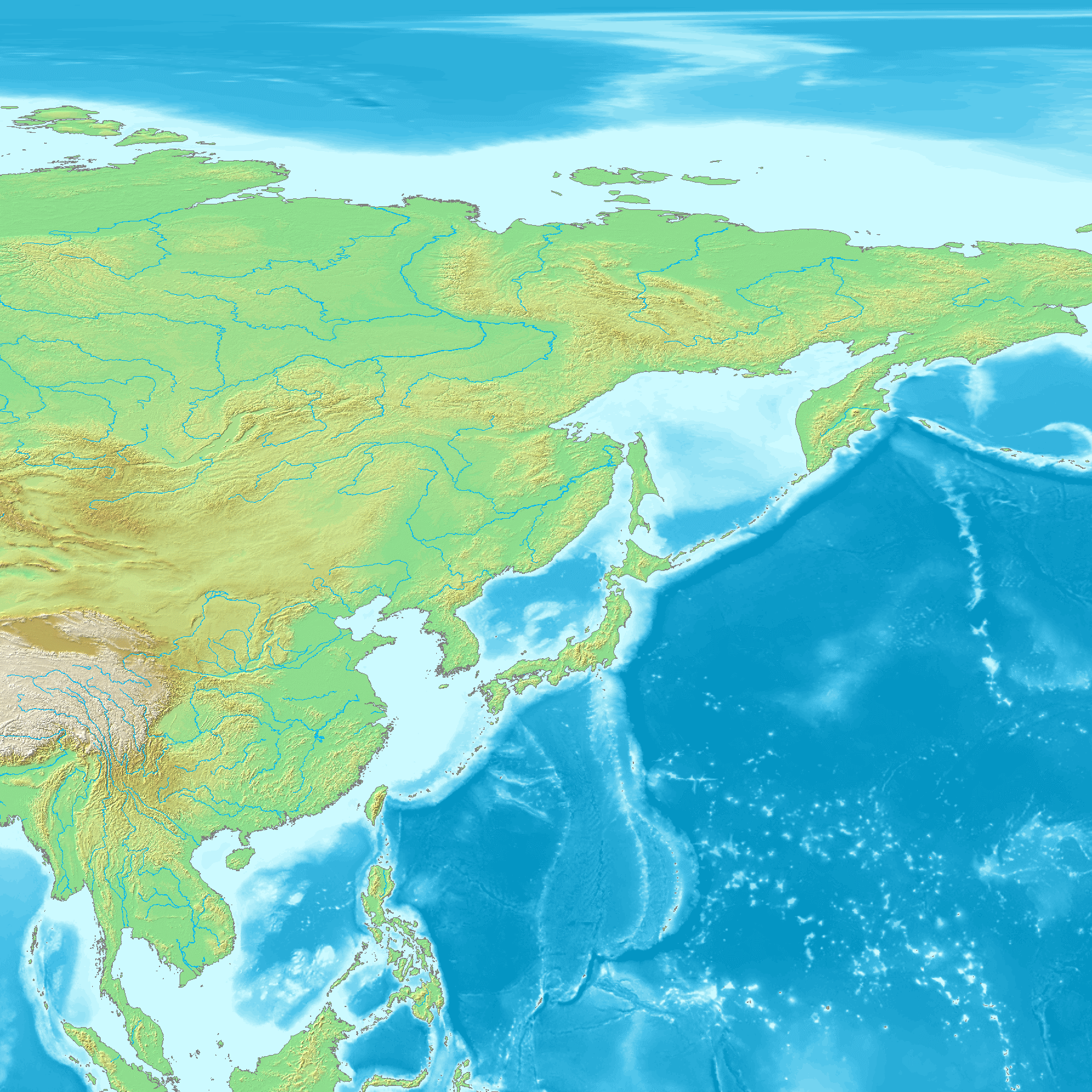
極東・東アジア、太平洋北西部の地形図。図の中央が日本列島。

日本列島にはおおむね、狭義と広義の2つの捉え方・見解がある。
狭義の日本列島の範囲は、北海道（ほっかいどう）、本州（ほんしゅう）、四国（しこく）、九州（きゅうしゅう）の4島とそれらに付随する島々である。
地体構造的には、我が国の領土の内、千島列島・南西諸島を除き北海道、本州、四国、九州からなる列島であり、アリューシャン列島を含めたアジア大陸東縁に垂下する花綵（かさい）列島の一部にあたる。
もっとも広義では、樺太島と台湾島を加え、さらに南西諸島、伊豆諸島、小笠原諸島、千島列島を加えて表現することもある。

## 地質学的な歴史
- 中新世前期には、沈み込みによる大陸辺縁の分離が活発化した。(23-18 Ma)※Maは百万年前 (Mega annum) - 主に地質学で使われる時間の単位
- 鮮新世後期 - 更新世前期には、日本海の拡大は終息して島孤は現在に近い配置になっている。(3.5-2 Ma)
- 更新世の終わり2万年前頃には、ほぼ現在に近い地形であるが、最終氷期最盛期のため海面が低下し日本海と外洋を繋ぐ海峡は非常に狭かった。(0.02Ma)

地質学的視点で、日本列島というものがどのように形成されてきたのか解説する。
かつて日本付近はユーラシア大陸の端で、古生代には大陸から運ばれてきた砂や泥が堆積していた（現在の北陸北部、岐阜県飛騨地方、山陰北部など）。そこへ、はるか沖合で海洋プレートの上に堆積した珊瑚や放散虫などからなる岩石（石灰岩やチャート）が移動してきて、それが海溝で潜り込むときに、陸からの堆積物と混合しながらアジア大陸のプレートに押しつけられて加わった（付加）。この付加が断続的に現在まで続いたため、日本列島は日本海側が古く太平洋側に行くほど新しい岩盤でできている（現在の日本列島は、主に付加体と呼ばれる海洋でできた堆積物からなっている）。
このようなメカニズムで大陸側プレートに海洋プレートが潜り込む中で、主にジュラ紀 - 白亜紀に付加した岩盤を骨格に、元からあった4 - 5億年前のアジア大陸縁辺の岩盤（イザナギプレートなど）と、運ばれてきた古いプレートの破片などを巻き込みながら、日本列島の原型が形作られた。この時点では日本はまだ列島ではなく、現在の南米のアンデス山脈のような状況だったと考えられる。
その後、中新世になると今度は日本列島が大陸から引き裂かれる地殻変動が発生し、大陸に低地が出来始めた。2100万 - 1100万年前にはさらに断裂は大きくなり、西南日本は長崎県対馬南西部付近を中心に時計回りに40 - 50度回転し、同時に東北日本は北海道知床半島沖付近を中心に、こちらは反時計回りに40 - 50度回転したとされる。これにより今の日本列島の関東以北は南北に、中部以西は東西に延びる形になった。いわゆる「観音開きモデル説」である。そして、およそ1500万年前には日本海となる大きな窪みが形成され、海が侵入してきて、現在の日本海の大きさまで拡大した。
1600万年前から1100万年前までは、西南日本（今の中部地方以西）のかなり広い範囲は陸地であった。東北日本（今の東北地方）は、広く海に覆われ、多島海の状況であった。その後東北日本は、太平洋プレートなどによる東西からの圧縮により隆起して陸地となり、現在の奥羽山脈・出羽丘陵が形成されるにいたった。
北海道はもともと東北日本の続き（今の西北海道）と樺太から続く南北性の地塊（中央北海道）および千島弧（東北海道）という三つの地塊が接合して形成されたものである。
南西諸島は日本島弧の中でも最も新しく成立した島弧で、600万年前以前は大陸の一部であったが、大陸の縁で開裂が起こり完全に大陸から切り離され、サンゴ礁を持った島弧となったのは150万年前以降である。
西南日本と東北日本の間は浅い海であったが、この時代以降の堆積物や火山噴出物で次第に満たされながら、東北日本が東から圧縮されることで隆起し中央高地・日本アルプスとなった。西南日本と東北日本の間の新しい地層をフォッサマグナといい、西縁は糸魚川静岡構造線、東縁は新発田小出構造線と柏崎千葉構造線で、この構造線の両側では全く異なる時代の地層が接している。
こうして、不完全ながらも今日の弧状列島の形として現れたのは、第三紀鮮新世の初め頃であった。その後も、特に氷期の時などには海水準が低下するなどして、大陸と陸続きになることがしばしばあった。
例えば、間宮海峡は浅いため、外満洲・樺太・北海道はしばしば陸橋で連絡があった。津軽・対馬両海峡は130 - 140メートルと深いため、陸橋になった時期は限られていた。また、南西諸島ではトカラ海峡（鹿児島以南）、ケラマ海峡（沖縄島以南）のともに1000メートルを超す水深であり、第四紀後半に陸橋になった可能性はまず考えられない。南西諸島の生物相が固有種が多く、種の数が少ないなどの離島の特徴を示すことは、大陸から離れた時代がきわめて古いためと考えられている。陸橋問題では、津軽海峡は鮮新世末まで開いており、対馬海峡は日本海塊開裂時代には開いていたが、その後の中新世末から鮮新世には閉じたと考えられている。
最後の氷期が終わり、マイナス約60mの宗谷海峡が海水面下に没したのは、更新世の終末から完新世の初頭、すなわち約1万3,000年から1万2,000年前である。
現在の日本列島は、地形的には、

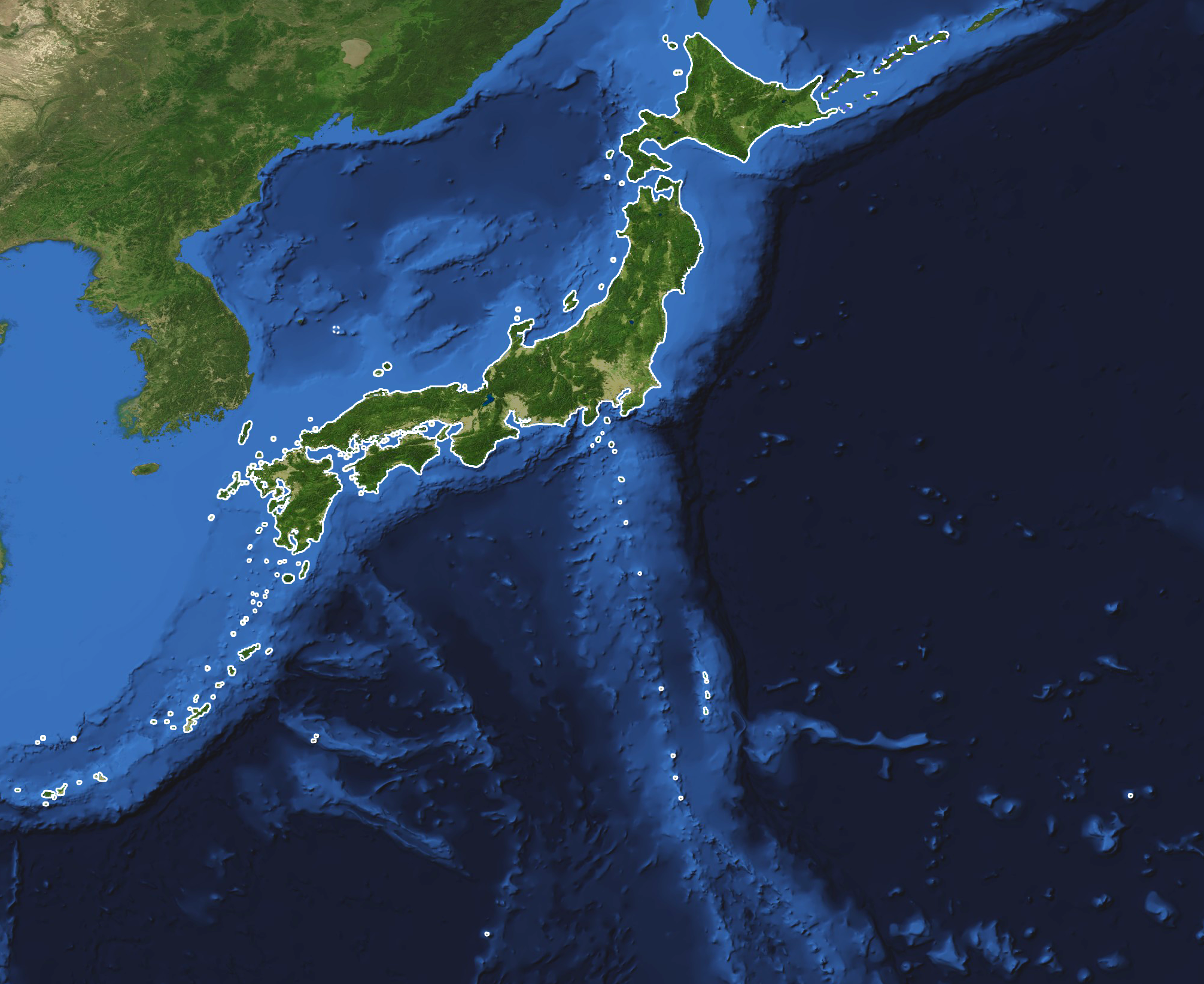
現在の日本列島の地形と海底地形図

- 樺太、北海道、本州、四国とその周辺島からなる日本列島主弧
- 九州、南西諸島などからなる九州・琉球弧
- 北海道東部（千島弧の一部）
- 伊豆半島（伊豆・小笠原・マリアナ弧の一部）

などからなる。
いずれも、島孤の東側あるいは南側は狭い大陸棚があってその沖は沈み込み帯（海溝・トラフ）であり、海溝型地震が頻繁に発生する。この沈み込み帯に対して全体的には平行に山脈や火山帯が連なっている。その山脈の間や海沿いに細長く盆地や平野が点在している。日本最大の平野である関東平野は例外的に広く、その形成理由は詳しくは解明されていないが、基盤岩の深度が深いフォッサマグナに位置する事や、3枚のプレートが重なっている事などが挙げられる。全般的に地震の発生が多く、起伏の激しい地形が多い。

## 気候
およそ200万年前に始まる更新世は氷河時代とも呼ばれ、現在よりも寒冷な時期（氷期）と温暖な時期（間氷期）とが交互に繰り返し訪れた。厳しい気候変化の時代でもあった。それに伴う地形の変化や火山の爆発などで起こる地殻の変動も激しかった。氷期の最盛期には、気温年平均で摂氏7から8度も低下した。その影響で、南北両極に氷河が発達したのは当然ながら、北半球の高山や広い範囲に氷河が発達し、海水が少なくなって海水面が低下した。その低下量は、現海水面から約140mも下がった。ところが、最終の氷期を越えると世界的に気候は温暖化の時期を迎え、厚く堆積していた氷河が溶け始め、海水面は次第に上昇してきた。
- 地質年代区分の説明
  - 第三紀は、約6,500万年前から約170万年前の間であり、さらに暁新世、始新世、漸新世、中新世、鮮新世と区分される。鮮新世は、510万年前から170万年前までを指す。
  - 第四紀は、170万年前から現在までであり、更新世・完新世とに分けられ、人類の時代又は人類紀とも呼ばれる。更新世は氷期として知られ、完新世は後氷期として知られている。日本では更新世を洪積世、完新世を沖積世と呼ぶこともある。

完新世では、温帯温潤モンスーン気候に属するが、南部では亜熱帯気候、北部では冷温帯気候の影響下にある。

## 人類
4000万年前まで日本海が存在せず、日本列島は大陸の一部であった。約7万年前に、北方からはマンモス、ヘラジカ、トナカイ、ヒグマ、ナキウサギ、キタキツネなど、南方からはナウマンゾウ、オオツノシカ、カモシカ、ニホンジカ、ツキノワグマ、ニホンザルなどが移り住んでいた。動物たちと同じく、それらを追って大陸の旧石器時代人も大陸から移り住んできたと推定される。その後、日本列島が大陸より切り離されることにより、それら動物や人類も独自の進化を遂げることになる。

### 斧形石器による推定
1973年（昭和48年）、東京都府中市武蔵台の武蔵台遺跡と千葉県の三里塚55地点遺跡で刃部を研磨した磨製の斧形石器が発掘された。出土層準は約40,000 - 30,000年前の立川ローム第X層中であり、分布は列島全域に亘る。これら刃部磨製石斧は現時点で世界最古の磨製例であるが、3 - 4万年前に集中し、その後は草創期まで出現しない。しかしこれら磨製石器の出土によって、日本列島の旧石器時代の人類の生息が示される。

### 化石人骨による推定
火山灰に覆われた日本は、酸性土壌のため、化石が残りにくく、化石人骨の発見も少ない。
かつては愛知県豊橋市で発見された「牛川人」が最も古い（約20万年前の旧人）とされていたが、2001年（平成13年）の再鑑定によって、人骨である可能性がほぼ否定されている（ナウマンゾウなどの獣骨と見られている）。
今世紀初頭にこれまで化石人骨とされてきた標本の再鑑定が実施された後では、本州で発見された最古の人骨は、静岡県浜松市で発掘された浜北人（約1万4,000年前）である。
比較的良好な保存状態で発見された沖縄県八重瀬町港川採石場で発見された港川人は、1万8,000年前の新人である。後期更新世か後期旧石器時代に当たる。眼窩上や眉間の隆起が発達したやや原始的で頑丈な頭と顔、小柄な体格、華奢な上半身比較的頑丈な下半身の特徴を持ち、縄文人に繋がる特徴を備えているという。

### 遺伝子による推定
日本人に約35%の頻度で見られるY染色体ハプログループD1a2系統は日本列島に初めて到達した現生人類のタイプと考えられており、おおよそ3.7-3.8万(最大限5万、最小限2万）年前に日本列島で誕生したとされる。

## 動物・植物
日本列島とその近海は、多数の固有種が存在する世界有数の生物多様性を持つ地域として知られている。特に日本近海は、海洋生物における世界最大の生物多様性を持つ海であり、全海洋生物種数の14.6%が分布している。しかし日本の高い人口密度と発達した産業のために絶滅危惧種となった生物も多く、世界規模で非常に高い生物多様性を持ちながら人類による破壊の危機に瀕している34か所ある地域（ホットスポット）の一つに挙げられている。

## 年表
| 地質時代         | 地質時代         | 地質時代         | 年代              | 日本の化石                                | 備考                                                                               |
| ---------------- | ---------------- | ---------------- | ----------------- | ----------------------------------------- | ---------------------------------------------------------------------------------- |
| 先カンブリア時代 | 先カンブリア時代 | 先カンブリア時代 | 46億年前          | 未発見                                    | 日本最古の岩石（岐阜県七宗町上麻生礫岩、約20億年前）                               |
| 古生代           | カンブリア紀     | カンブリア紀     | 5億7500万年前     | 化石                                      |                                                                                    |
| 古生代           | オルドビス紀     | オルドビス紀     | 5億900万年前      | 化石                                      |                                                                                    |
| 古生代           | シルル紀         | シルル紀         | 4億4600万年前     | クサリサンゴ 三葉虫                       |                                                                                    |
| 古生代           | デボン紀         | デボン紀         | 4億1600万年前     | 化石                                      |                                                                                    |
| 古生代           | 石炭紀           | 石炭紀           | 3億6700万年前     | サンゴ                                    |                                                                                    |
| 古生代           | ペルム紀         | ペルム紀         | 2億8900万年前     | 化石                                      |                                                                                    |
| 中生代           | 三畳紀           | 三畳紀           | 2億4700万年前     | 化石                                      |                                                                                    |
| 中生代           | ジュラ紀         | ジュラ紀         | 2億1200万年前     | 魚竜                                      |                                                                                    |
| 中生代           | 白亜紀           | 白亜紀           | 1億4300万年前     | 首長竜（フタバスズキリュウ） アンモナイト | 手取層群（獣脚類・竜脚類・鳥脚類の恐竜、鳥類の足跡）、日本海まだ存在せず           |
| 新生代           | 第三紀           | 暁新世           | 6500万年前        | 化石                                      | K-Pg境界（大量絶滅、北海道本別）                                                   |
| 新生代           | 第三紀           | 始新世           | 5500万年前        | 化石                                      |                                                                                    |
| 新生代           | 第三紀           | 漸新世           | 3370万年前        | 化石                                      | 炭田の形成                                                                         |
| 新生代           | 第三紀           | 中新世           | 2300万年前        | 化石                                      | 四国海盆の形成、日本海拡大開始、千島海盆拡大                                       |
| 新生代           | 第三紀           | 中新世           | 2000 - 1000万年前 |                                           | 東北日本日本海側の火山活動（グリーンタフ変動）、日本海が開き、日本列島の原型できる |
| 新生代           | 第三紀           | 中新世           | 1000万年前        |                                           | オホーツク地塊衝突による日高山脈の形成                                             |
| 新生代           | 第三紀           | 鮮新世           | 500万年前         | 化石                                      | 日本海の拡大                                                                       |
| 新生代           | 第四紀           | 更新世           | 180万年前         | ナウマンゾウ                              | 日本海側の褶曲帯の形成                                                             |
| 新生代           | 第四紀           | 更新世           | 50万年前          |                                           | 伊豆半島の衝突による丹沢山地の形成                                                 |
| 新生代           | 第四紀           | 完新世           | 1万年前           | 化石                                      | 大部分の平野の形成、約7300年前鬼界カルデラで鬼界アカホヤ噴火                       |

## 日本国と日本列島
日本列島の名前の由来は日本国である。古代日本では「大八島国・大八洲国」（おおやしまのくに）などとも呼ばれていた。
現在も日本国の主たる領土であり、日本国を地理的な立場から見て表現する場合に使用されることがある。日本国民の意識では「日本列島」と「日本国」を同一視する場合もある。